# Вила Бискоси
Вѝла Биско̀си (на италиански: Villa Biscossi, на местен диалект: Villa, Вила) е село и община в Северна Италия, провинция Павия, регион Ломбардия. Разположено е на 90 m надморска височина. Населението на общината е 77 души (към 2017 г.).